# Retrato de mujer (Adélaïde Labille-Guiard)
Retrato de mujer es una pintura al óleo de 1787 de Adélaïde Labille-Guiard.

## Descripción
Se trata de un óleo sobre lienzo creado en torno a 1787. Tiene unas dimensiones de 100,6 x 81,4 cm.
Según las palabras que se pueden leer en la carta, la retratada era una mujer a punto de abandonar a sus hijos. La artista, que sentía predilección por los accesorios y las ricas telas, juega con el contraste entre el lujo del satén y la transparencia del tocado y el pañuelo, y la dramática sencillez del decorado.

## Historia
En 1864 el conde Jean-Marie de Silguy legó la obra a Museo de Bellas Artes de Quimper.
Adélaïde Labille-Guiard, considerada la gran rival de Marie Louise Élisabeth Vigée Lebrun, se convirtió en la retratista favorita de las hijas de Luis XV y, más tarde, de las representantes de la Revolución. El ideal femenino mostrado en este retrato, ha sido identificado durante mucho tiempo con el de Madame Roland.
En 2023, la obra fue incluida en la exposición Maestras del Museo Thyssen-Bornemisza dentro de la sección Ilustradas y académicas junto a pintoras y escultoras como Marie Louise Élisabeth Vigée Lebrun, Angelica Kauffmann, Marie-Anne Collot y Anne Seymour Damer que destacaron en el retrato representando a mujeres cultas en busca de su identidad en escenarios teatralizados.